# Repsol

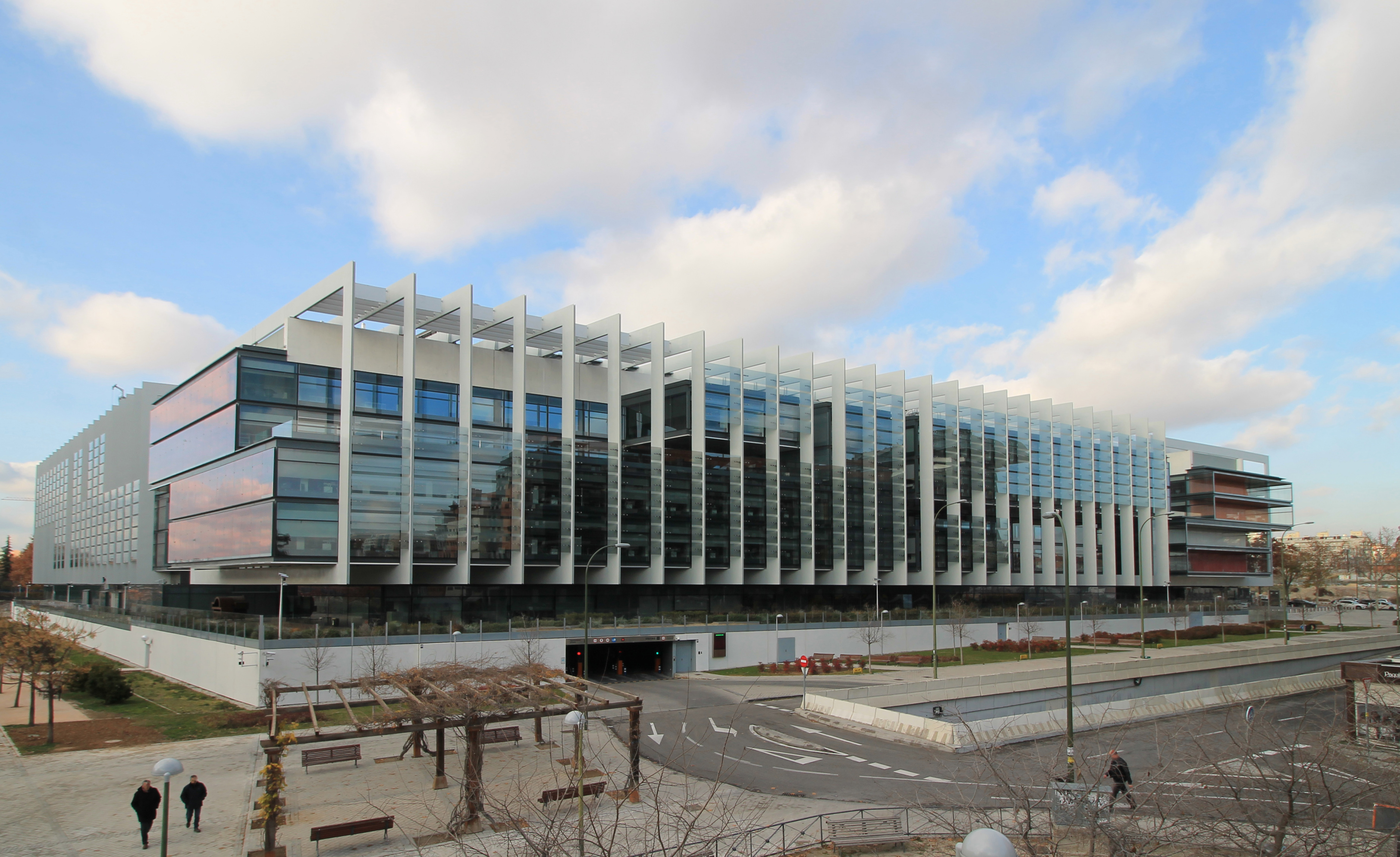
Campus Repsol (Madrid).

Repsol YPF este o companie petrolieră spaniolă cu sediul la Madrid, ce are circa 30.000 de angajați.